# Thomas Jones
Thomas David Jones (Baltimore, 22 de janeiro de 1955) é um astronauta norte-americano, veterano de quatro missões ao espaço.

## Biografia
Formou-se em 1977 pela Academia da Força Aérea dos Estados Unidos e obteve doutorado em ciência planetária na Universidade do Arizona em 1988. Após a graduação, Jones serviu por seis anos na força aérea, pilotando bombardeiros estratégicos e fortalezas voadoras B-52, acumulando 2000 horas de voo em jatos até deixar a carreira em 1983.
Entre 1983 e 1988 ele trabalhou em pesquisas espaciais na Universidade do Arizona e de 1989 a 1990 no departamento de desenvolvimento e engenharia da CIA. Selecionado para a NASA em janeiro de 1990, Jones tornou-se astronauta em 1991.
Seu primeiro voo ao espaço foi em abril de 1994 na STS-59 da nave Endeavour (a bordo do qual realizou suas duas primeiras missões espaciais). Em outubro do mesmo ano foi novamente ao espaço como comandante de carga na missão STS-68.
Em novembro de 1996, participou da STS-80 Columbia, que colocou em órbita dois satélites e onde ele operou o braço robótico Canadarm para colocar um deles na órbita certa no espaço. Sua última missão foi na nave Atlantis, STS-98, em fevereiro de 2001, que instalou o módulo Unity na estrutura da Estação Espacial Internacional. 
Em suas quatro missões, Jones acumulou um total de 53 dias no espaço, incluindo 19 horas de caminhadas espaciais.